# Alex Smithies
Pour les articles homonymes, voir Smithies.
Alex Smithies est un footballeur anglais né le 5 mars 1990 à Huddersfield. Il évolue au poste de gardien de but.

## Biographie
Avec l'équipe d'Angleterre des moins de 17 ans, il participe à la Coupe du monde des moins de 17 ans en 2007. Lors du mondial junior organisé en Corée du Sud, il joue cinq matchs. L'Angleterre s'incline en quart de finale face à l'Allemagne.
Alex Smithies dispute 137 matchs en deuxième division anglaise (Championship), et 110 matchs en troisième division anglaise (League One) avec l'équipe d'Huddersfield Town.
Le 20 août 2015, il rejoint QPR, club avec lequel il dispute 107 matchs en Championship.
Par la suite, le 28 juin 2018, il rejoint Cardiff City, équipe évoluant en Premier League.
En janvier 2024, il annonce la fin de sa carrière professionnelle.

### En club
- Huddersfield Town
  - Vainqueur des play-off de la Football League One (3e division) en 2012